# Roman Bierła
Roman Bierła (n. 21 martie 1957, Katowice, Republica Populară Polonă) este un luptător ce a reprezentat Polonia, medaliat olimpic. A participat la o ediție a Jocurilor Olimpice (1980) în care a câștigat o medalie de argint.

## Participări
Lista de mai jos prezintă principalele competiții la care a participat Roman Bierła de-a lungul carierei.
- wrestling at the 1980 Summer Olympics – men's Greco-Roman 100 kg[*]